# Гроза-Р
Гроза-Р (бел. Навальніца-Р) — белорусское радиоэлектронное ружьё для борьбы с мультикоптероми, разработанное ОАО «КБ Радар». Создавалось в рамках серии комплексов и средств радиоэлектронной борьбы «Гроза».

## История
Впервые разработка была представлена на выставке IDEX-2017 в ОАЭ.
В 2018 году 12 ружей «Гроза-Р2» поступили на вооружение в 387-й центр технического контроля и обеспечения защиты информации Вооружённых Сил Республики Беларусь.

## Описание
С целью упрощения процесса разработки и производства, а также для удобства последующей эксплуатации в качестве базового конструктива для монтажа ряда ключевых элементов устройства был выбран корпус страйкбольной автоматической винтовки Cyma CM0011 китайского производства, имитирующей немецкую Heckler & Koch G36C. На нём установлен коллиматорный прицел типа Sturman 1×38 RD (для визуального наведения винтовки на беспилотник), а также три антенны типа волновой канал под радиопрозрачными кожухами. Для крепления прицела и антенных устройств предлагается использовать штатную планку Пикатинни.
Ружьё предназначено для использования в борьбе с малоразмерными мультикоптерами. Обеспечивает радиоподавление каналов управления дронов и бортовой аппаратуры спутниковых навигационных систем. Пользователь ружья при обнаружении мультикоптера в зоне видимости включает питание передатчика, наводит ружьё на мультикоптер с помощью установленного на нем коллиматорного прицела и нажимает кнопку включения излучения. В условиях воздействия помех мультикоптер осуществляет вынужденную посадку (необходимое время воздействия для осуществления посадки зависит от типа мультикоптера). Блок формирования помеховых сигналов и аккумуляторная батарея установлены в переносной контейнер, упакованный для переноски в рюкзак. Органы управления для включения питания, а также для включения излучения установлены на корпусе ружья.

## Использование
23 октября 2020 года пограничники заставы «Знаменка» Брестской погрангруппы с помощью радиоэлектронного ружья «Гроза-Р2» перехватили гексакоптер, который использовался для переброски сигарет через белорусско-польский участок границы. 22 февраля 2021 года ещё один дрон с грузом контрабандных сигарет был перехвачен пограничниками в Каменецком районе близ деревни Чижевичи. 6 апреля на белорусско-польской границе в Брестском районе недалеко от деревни Сычи перехвачен третий беспилотник. Винтокрылый летательный аппарат предназначался для незаконной переправки табачных изделий.
18 мая на границе с Литвой радиоэлектронным ружьём сбит беспилотник НАТО. Отмечалось, что это уже не первый случай, когда делается попытка использования беспилотников-шпионов вблизи границ Белоруссии. Как заявил замначальник Генштаба ВС Белоруссии Игорь Король, в течение недели делается около 30 попыток незаконного использования дронов Североатлантического альянса.

## Галерея

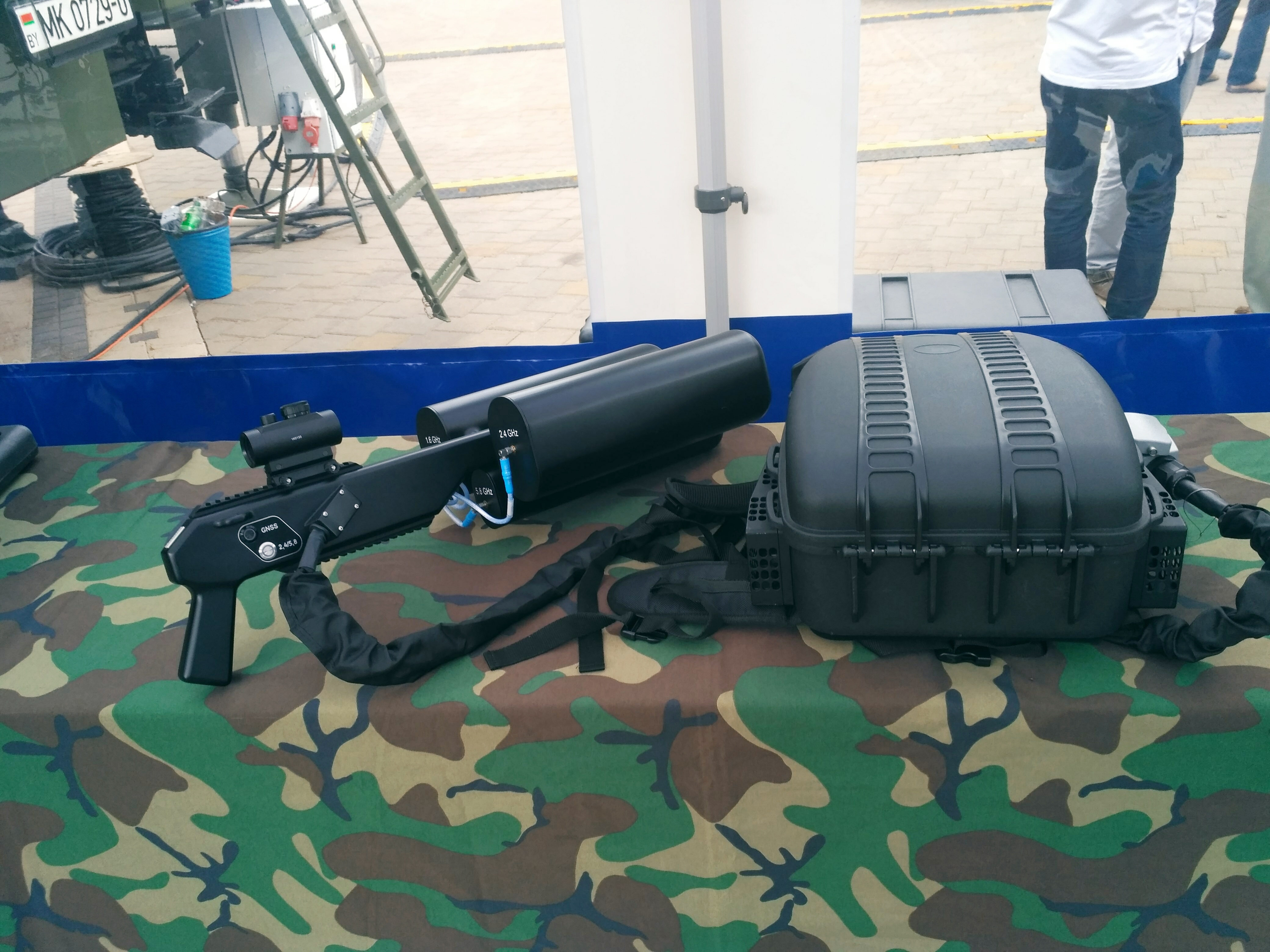
Гроза-Р1.
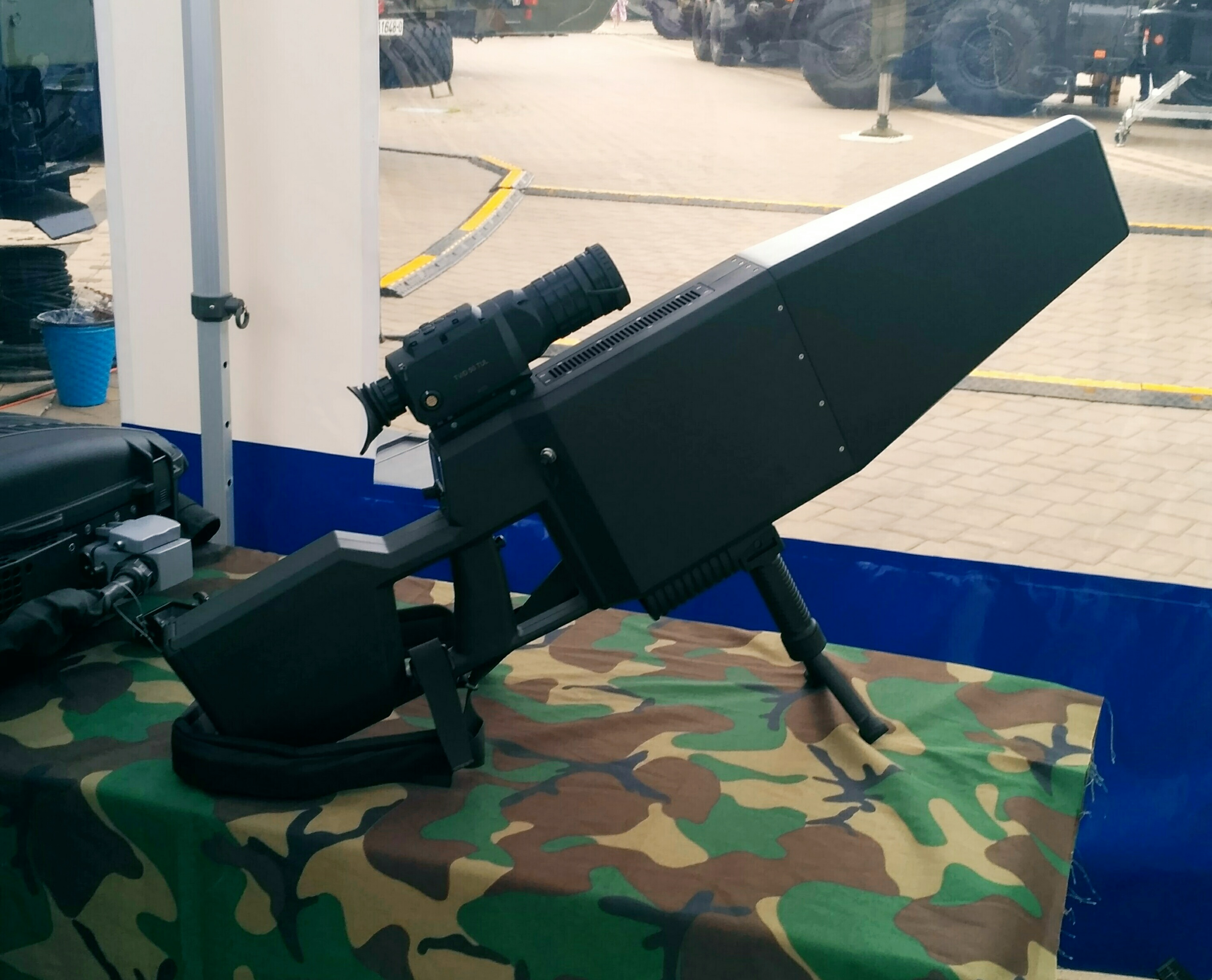
Гроза-Р2.